# رنگ همانندی در صنعت نساجی
رنگ همانندی در صنعت نساجی ترکیب رنگ‌های اصلی با هدف حصول یک رنگ خاص به منظور به دست آوردن رنگ نمونه را می‌گویند. در حرفه رنگرزی مشتری نمونه‌ای از کالای نساجی با رنگ خاص را به رنگرز می‌دهد و از او می‌خواهد تا رنگ کالای خود را دقیقاً شبیه نمونه درآورد و رنگرز با توجه به تجربه خود و همچنین رنگ همانندی کردن این درخواست سفارش دهنده را بررسی می‌کند.